# سیل‌بند چم‌چشمه
سیل بند چم چشمه مربوط به دوره ساسانیان - سده‌های اولیه و میانه دوران‌های تاریخی پس از اسلام است و در شهرستان جم، بخش مرکزی، دهستان جم، روستای چم چشمه واقع شده و این اثر در تاریخ ۲۵ آبان ۱۳۸۷ با شمارهٔ ثبت ۲۳۸۶۴ به‌عنوان یکی از آثار ملی ایران به ثبت رسیده است.